# Robota geologiczna
Roboty geologiczne – wykonywanie w ramach prac geologicznych wszelkich czynności poniżej powierzchni terenu, w tym przy użyciu środków strzałowych, a także likwidacja wyrobisk po tych czynnościach. Jest to definicja legalna zawarta w Prawie geologicznym i górniczym. Roboty geologiczne wykonuje się w oparciu o projekt robót geologicznych, a jeśli obejmują poszukiwanie lub rozpoznawanie złóż węglowodorów, do ich wykonywania niezbędne jest uprzednie pozyskanie koncesji.